# Carlos de la Cárcova
Carlos de la Cárcova (1903-1974)  fue un notable arquitecto y escultor argentino, hijo del reconocido pintor Ernesto de la Cárcova. Fue profesor de la cátedra de escultura en la Escuela Superior de Bellas Artes.  Entre su obra se hallan importantes monumentos y esculturas, como la escultura emplazada en la Fuente de los Bailarines, que representa a Norma Fontenla y José Neglia, fallecidos en un accidente aéreo el 10 de octubre de 1971.
Participó junto a los arquitectos Ermete de Lorenzi, Vicente Otaola, Aníbal Rocca y el escultor Gonzalo Leguizamón Pondal en la presentación de un anteproyecto para la construcción del Monumento a la Bandera, recibiendo un cuarto premio en ese concurso. Fue nombrado miembro de número de la Academia Nacional de Bellas Artes.